# Biserica Sfântul Gheorghe - Plevna
Biserica Sfântul Gheorghe - Plevna este un monument istoric aflat pe teritoriul municipiului București.